# Ann-Margret Utterberg
Ann-Margret Utterberg (* 27. August 1946) ist eine ehemalige schwedische Leichtathletin, die sich auf den Sprint spezialisiert hat. Mit der schwedischen 4-mal-392-Meter-Staffel wurde sie 1974 in Göteborg Halleneuropameisterin.

## Sportliche Laufbahn
Ann-Margret Utterberg trat nur bei einer internationalen Meisterschaft, den Leichtathletik-Halleneuropameisterschaften 1974 in Göteborg an und gewann dort mit der 4-mal-392-Meter-Staffel in 3:38,15 min gemeinsam mit Ann-Charlotte Hesse, Lena Fritzson und Ann Larsson die Goldmedaille gewann.
In den Jahren 1974 und 1975 wurde Hesse schwedische Meisterin im 400-Meter-Lauf.